# Billar dinámico

El estadio de Bunimovich es un billar dinámico de tipo caótico.

Un billar dinámico es un sistema dinámico en el cual una partícula alterna entre movimiento rectilíneo y reflexiones especulares en un contorno o frontera. Cuando la partícula impacta contra el contorno se refleja en él sin pérdida de su velocidad. Los sistemas de billares dinámicos son idealizaciones hamiltonianas de los juegos de billar, pero donde la región contenida por el contorno puede tener formas distintas de la rectangular y aún poseer numerosas dimensiones. Los billares dinámicos también se pueden estudiar en geometrías no euclidianas; en efecto los primeros estudios de los billares establecieron su movimiento ergódico sobre superficies de curvatura negativa constante. El estudio de los billares que se ubican por fuera de una región, en lugar de estar contenidos dentro de una región, es denominado teoría de billares exteriores. 
El movimiento de la partícula en el billar es una línea recta, con energía constante, entre reflexiones en la frontera (una geodésica para toda curvatura de la mesa). Todas las reflexiones son especulares: el ángulo de incidencia justo antes del impacto es igual al ángulo de reflexión justo después del choque. La sucesión de reflexiones se denomina el mapa del billar y caracteriza por completo el movimiento de la partícula. 
Los billares capturan toda la complejidad de los sistemas hamiltonianos, desde integrabilidad a movimiento caótico, sin las dificultades de integrar las ecuaciones de movimiento para determinar su mapa de Poincaré. Birkhoff demostró que un sistema de billar con una mesa elíptica es integrable. 
Los billares unidimensionales (o sea hard rods) poseen caos determinista y son ergódicos si tienen diferentes masas. Los problemas matemáticos de los billares unidimensionales con distintas masas y el de un único billar con una caja de contorno plano son equivalentes. La propiedad caótica significa que los billares son muestreadores extremadamente eficientes de su espacio de fases.

## Ecuaciones de movimiento
El hamiltoniano de una partícula de masa m que se desplaza en forma libre sin fricción sobre una superficie es:

{\displaystyle H(p,q)={\frac {p^{2}}{2m}}+V(q),}

donde {\displaystyle V(q)} es un potencial que vale cero dentro de la región {\displaystyle \Omega } donde se mueve la partícula, e infinito en todos los otros sitios:

{\displaystyle V(q)={\begin{cases}0\qquad q\in \Omega \\\infty \qquad q\notin \Omega \end{cases}}.}

Este tipo de potencial garantiza una reflexión especular en el borde. El término cinético garantiza que la partícula se mueva en línea recta, sin ningún cambio en su energía.  Si la partícula se desplaza en una variedad no euclidiana, entonces el hamiltoniano es reemplazado por:

{\displaystyle H(p,q)={\frac {p^{i}p^{j}g_{ij}(q)}{2m}}+V(q),}

donde {\displaystyle g_{ij}(q)} es el tensor métrico en un punto {\displaystyle q\in \Omega }. Debido a la estructura muy simple de este hamiltoniano, las ecuaciones de movimiento de la partícula, las ecuaciones de Hamilton–Jacobi, no son más que las ecuaciones geodésicas en la variedad: la partícula se desplaza a lo largo de geodésicas.

## Mesas de billar destacadas

### Billares de Hadamard
Los billares de Hadamard analizan el movimiento de una partícula libre en una superficie que posee una curvatura negativa constante, en particular, la superficie de Riemann compacta más simple con curvatura negativa, una superficie de genus 2 (un toro esférico de dos agujeros). El modelo posee solución exacta, la que corresponde al flujo geodésico en la superficie. Es el caso más antiguo de caos determinista que se haya estudiado, el mismo fue desarrollado y analizado por Jacques Hadamard en 1898.

### Billares de Artin
Los billares de Artin analizan el movimiento de una partícula libre en una superficie que posee una curvatura negativa constante, en particular la superficie de Riemann más simple no compacta, una superficie con un cusp. Estos billares se destacan por poseer soluciones exactas, que no son solo ergódicas sino también fuertemente mezcladas. Por lo tanto son un ejemplo de un sistema de Anosov. Los billares de Artin fueron estudiados por primera vez por Emil Artin en 1924.

### Billar de Sinái

Una trayectoria en un billar de Sinái.

La mesa del billar de Sinái es cuadrada y en su centro se ha extraído una zona circular; la mesa es plana, no posee curvatura.  El billar surge de estudiar el comportamiento de dos discos que se desplazan dentro del billar cuadrado, reflejándose en los bordes del cuadrilátero y choques entre sí.  Al eliminar el centro de masa como una variable de la configuración, la dinámica de dos discos que interactúan entre sí se reduce a la dinámica del billar de Sinái.
El concepto de este tipo de billar fue desarrollado por Yákov Sinái como un ejemplo de un sistema hamiltoniano interactivo que presenta propiedades físicas termodinámicas: es ergódico y tiene un exponente de Lyapunov positivo.  En cuanto a que sirve como modelode un gas clásico, el billar de Sinái es a veces denominado un gas de Lorentz.
El mayor logro que consiguió Sinái con este modelo fue demostrar que el ensamble de Boltzmann-Gibbs clásico para un gas ideal es esencialmente el más caótico de los billares de Hadamard.

### Estadio de Bunimóvich
La mesa llamada estadio de Bunimóvich es un rectángulo limitado por semi-círculos en dos lados opuestos.  Hasta que este tipo de billar fue desarrollado por Leonid Bunimóvich, se pensaba que los billares con exponentes de Lyapunov positivos necesitaban tener dispersores convexos, tales como el disco en el billar de Sinái, para producir la divergencia exponencial de las órbitas. Bunimóvich demostró que, si se consideran las órbitas más allá del punto focal de una región cóncava, es posible obtener una divergencia exponencial.

## Billares cuánticos
La versión cuántica de los billares ha sido estudiada mediante distintos métodos. El hamiltoniano clásico de los billares indicado en las secciones previas, se reemplaza por la ecuación de Schrödinger estacionaria {\displaystyle H\psi =E\psi \,} o, más precisamente,

{\displaystyle -{\frac {\hbar ^{2}}{2m}}\Delta \psi _{n}(q)=E_{n}\psi _{n}(q),}

donde {\displaystyle \Delta } es el Laplaciano.  El potencial que es infinito fuera de la región {\displaystyle \Omega } pero vale cero dentro de ella, se corresponde con las siguientes condiciones de borde de Dirichlet:

{\displaystyle \psi _{n}(q)=0\quad {\mbox{for}}\quad q\notin \Omega .}

Como de costumbre, las funciones de onda son elegidas para que sean ortonormales:

{\displaystyle \int _{\Omega }{\overline {\psi _{m}}}(q)\psi _{n}(q)\,dq=\delta _{mn}.}

Curiosamente, la ecuación de Schrödinger del campo libre coincide con la ecuación de Helmholtz, 

{\displaystyle \left(\Delta +k^{2}\right)\psi =0,}

donde 
{\displaystyle k^{2}={\frac {2mE_{n}}{\hbar ^{2}}}.}
Esto implica que billares cuánticos bi- y tridimensionales pueden ser modelados mediante los modos de resonancia clásicos de una cavidad radiante de una dada forma, permitiendo así una verificación experimental. (El estudio de los modos de la cavidad radiante debe limitarse a los modos magnéticos transversales, ya que ellos son los que satisfacen las condiciones de Dirichlet indicadas). 
El límite clásico es {\displaystyle \hbar \to 0} que es equivalente a {\displaystyle m\to \infty }, es decir, que tanto para masas muy grandes como para constante de Planck nula, se recupera el comportamiento clásico.